# Saison 2015-2016 du Montpellier Hérault Sport Club
Maillots
Chronologie
Saison précédente Saison suivante
La saison 2015-2016 du Montpellier Hérault Sport Club est la trente-quatrième saison du club héraultais en première division du championnat de France, la septième saison consécutive au sein de l'élite du football français. Cette saison est marquée par une volonté de montée en puissance avec la mise en avant au club de joueurs issus du centre de formation.
Rolland Courbis, entraîneur de 60 ans, est à la tête du staff montpelliérain avec pour mission d'obtenir une qualification européenne, ratée de peu la saison précédente en s'appuyant principalement sur un centre de formation performant et sur de nouvelles recrues remplaçant les nombreux départs prévus.
Cette nouvelle saison fait suite à une saison encourageante pour les supporteurs, puisque les Pailladins, surnom des joueurs du club, ont presque réussi à décrocher une place inespérée en Ligue Europa en fin de saison. Les objectifs pour cette nouvelle saison sont forcément revus à la hausse, Louis Nicollin visant une place dans les 10 meilleures équipes en espérant décrocher une qualification européenne, les grands favoris pour le titre étant une nouvelle fois le Paris Saint-Germain et l'AS Monaco, dotés de moyens financiers beaucoup plus importants, et l'Olympique lyonnais, de plus en plus performant grâce à ses jeunes issus du centre de formation.
Les Pailladins participent également durant la saison aux deux coupes nationales que sont la Coupe de France où ils sont éliminés dès les seizièmes de finale par l'Olympique de Marseille et la Coupe de la ligue où ils sont éliminés au même stade de la compétition par le FC Lorient. Ces éliminations prématurées permettent au club de se concentrer sur son principal objectif, le maintien. Après deux changements d’entraîneur et plus de la moitié de la saison à la limite de la zone rouge, les hommes de Frédéric Hantz réalise une dernière ligne droite exceptionnelle permettant au club de terminer à la douzième place du classement.

## Avant saison

### Objectif du club
En ce début de saison, les objectifs de Rolland Courbis contrastent avec ceux du président qui est déçu de la faible affluence au Stade de la Mosson et annonce que le club cherche dix millions d'euros en vente de joueurs lors de cette intersaison.

« Faire mieux, je veux bien. Mais si on m'explique comment il faut faire pour terminer devant PSG, Lyon, Marseille, St Etienne et Bordeaux, je suis preneur. Nous on a réussi à terminer devant Lille, Rennes et les autres. Normalement on devrait séparer le championnat en deux. Le top 8 qui n'est pas pour nous et le top 12. Nous on vise la première place du top 12 et si on finit au-dessus, et bien nous serons au-dessus de nos capacités. Mais on peut aussi finir 12e ou 13e. »

— Rolland Courbis

« Qu'on finisse dans les dix premiers en championnat, ça serait une bonne chose pour moi. Je reconnais que s'il n'y avait pas mon fils, j'ai moins la flamme. Quand je vois le peu de monde qui vient à la Mosson, ça me décourage un peu. Quand je revois mes joueurs, ça me fait plaisir. ça m'emmerde de finir devant 12 000 personnes alors qu'on finit 7e, ça m'emmerde fortement. Le nouveau stade, faut demander aux collectivités. Ils suppriment une ligne de tram, alors l'argent pour un stade... La Mosson, on est né là-bas, c'est un quartier qu'il ne faut pas négliger. Le recrutement est terminé tant qu'on ne vendra pas deux ou trois joueurs. Actuellement on démarre avec moins dix millions, donc il faut qu'on en vende. »

— Louis Nicollin

### Transferts
Les premières recrues du mercato estival sont deux défenseurs, William Rémy qui était en fin de contrat au Dijon FCO qui signe pour trois saisons avec le club héraultais et Ramy Bensebaini, un jeune international espoir algérien courtisé par de nombreux clubs en Europe et qui est prêté pour une saison par son club formateur, le Paradou AC. Le 28 mai, les dirigeants ont également annoncé la signature du premier contrat pro d'un autre défenseur, Mamadou N'Diaye qui a eu la joie de découvrir la Ligue 1 la saison précédente et du jeune milieu de terrain, Ellyes Skhiri. Le 30 juin, alors que le SC Bastia cherche des revenus pour boucler son budget vis-à-vis de la DNCG, Ryad Boudebouz est transféré depuis le club corse pour une valeur d'1,7 M€. Le 15 juillet le club annonce que Karim Aït-Fana ne fait plus partie de l'effectif montpelliérain et qu'il est libre de s'engager avec un autre club. Le 28 juillet, le club enregistre son premier départ rémunérateur avec le transfert d'Abdelhamid El Kaoutari à l'US Palerme pour la somme de deux millions d'euros. Le même jour, Nicolas Saint-Ruf est prêté pour une saison à l'US Orléans qui évolue en National. 
À quelques heures de la fin du mercato estival, les supporteurs voient partir le joueur star de la saison dernière, Anthony Mounier pour un million et demi d'euros au FC Bologne et voit en échange l'arrivée de Mustapha Yatabaré, en prêt avec option d'achat en provenance du Trabzonspor et de Casimir Ninga, en provenance de Mangasport. Enfin, le 31 août 2015, à la fin du mercato estival, Steve Mounié est prêté au Nîmes Olympique.
Le 23 décembre 2015, après une longue discussion avec les dirigeants du club, Rolland Courbis quitte le club non pas sans une certaine amertume envers Louis Nicollin. Les dirigeants choisissent pour la fin de la saison de confier les rênes de l'équipe à Pascal Baills jusque-là adjoint et à Bruno Martini l'ancien entraîneur des gardiens, mais à la suite des résultats catastrophiques du duo en début d'année, le club fait appel à Frédéric Hantz le 26 janvier 2016 pour les remplacer, Pascal Baills et Bruno Martini retrouvant leurs anciens postes au sein du club.

### Préparation d'avant-saison
Alors que peu d'informations ont filtré sur la préparation des pailladins, le premier match amical de préparation est fixé le 22 juillet à Millau face au Toulouse FC.
Comme tous les ans, les hommes de Rolland Courbis débutent leur saison par un match contre l'Avenir Foot Lozère qui les accueille pour le stage de début de saison et s'imposent sept buts à zéro. Dix jours plus tard, les pailladins ont affronté tout aussi traditionnellement le Toulouse FC à Millau et n'ont pas réussi à s'imposer (2-2).

## Compétitions

### Championnat
La saison 2015-2016 de Ligue 1 est la soixante-dix-septième édition du championnat de France de football et la quatorzième sous l'appellation « Ligue 1 ». La division oppose vingt clubs en une série de trente-huit rencontres. Les meilleurs de ce championnat se qualifient pour les coupes d'Europe que sont la Ligue des champions (le podium) et la Ligue Europa (le quatrième et les vainqueurs des coupes nationales). Le Montpellier HSC participe à cette compétition pour la trente-quatrième fois de son histoire et la septième consécutive depuis la saison 2009-2010.

#### Le pire début de saison de l'histoire - Journées 1 à 5
Sur les cinq premières journées de championnat, trois matchs semblent abordables pour les pailladins qui débutent face à un promu, l'Angers SCO, avant de se déplacer sur le terrain du Stade rennais et d'aller chez un autre promu, l'ES Troyes AC, lors de la quatrième journée. Ils devront néanmoins passer également par deux gros morceaux en ce début de saison en accueillant le Paris Saint-Germain lors de la troisième journée et l'AS Saint-Etienne lors de la cinquième.
Les Pailladins démarrent la saison de la pire des manières en s'inclinant deux buts à zéro sur leur pelouse face à l'Angers SCO tout jeune promu en Ligue 1, puis en encaissant un but dans les dernières minutes face au Stade rennais alors que les hommes de Rolland Courbis maîtrisaient le match. Lors de la troisième journée, les pailladins réalisent un match plein, mais face à l'armada du Paris Saint-Germain, ils ne peuvent que s'incliner logiquement sur le score d'un but à zéro, puis ils sont tenus en échec chez l'ES Troyes AC sans avoir marqué le moindre but en quatre journées avant de perdre une nouvelle fois à domicile face à l'AS Saint-Etienne sur le score de deux buts à un, Joris Marveaux sauvant l'honneur dans les arrêts de jeu.

#### Un automne morose - Journées 6 à 11
Après avoir fait le pire début de saison de l'histoire du club, les pailladins n'arrivent pas à réagir en s'inclinant dans les arrêts de jeu face au SM Caen et ce malgré un pénalty de Jonas Martin, puis à domicile contre l'AS Monaco sur le score de trois buts à deux après avoir pourtant mené deux à zéro. Il faut attendre la 8e journée pour voir les montpelliérains décrocher leur première victoire face au FC Lorient sur le score de deux buts à un grâce à Ramy Bensebaini et à Jonas Martin, mais ils retombent dans leur travers de la journée suivante en s'inclinant face au Lille OSC deux buts à zéro. Lors de la journée suivante, les hommes de Rolland Courbis récupèrent un bon point sur la pelouse des Girondins de Bordeaux zéro but à zéro, avant d'obtenir leur seconde victoire le week-end suivant en s'imposant deux buts à zéro face au SC Bastia avec les premières réalisations de Ryad Boudebouz et de Casimir Ninga.

#### Un hiver revigorant - Journées 12 à 19
Lors de la douzième journée, les pailladins décrochent un nul qui n'arrange ni leurs affaires ni celles de leur adversaires le Toulouse FC tenue en échec sur sa pelouse un but partout, avant de venir à bout du FC Nantes qui était sur une bonne série avant de chuter deux buts à un sur des réalisations de Vitorino Hilton et de Jérôme Roussillon, du Stade de Reims sur le score de trois buts à un permettant aux pailladins d'enchaîner pour la première fois de la saison deux victoires consécutives. Lors de la 15e journée, les hommes de Rolland Courbis frappent un grand coup en s'imposant quatre buts à deux sur le terrain de l'Olympique lyonnais, vice-champion de France, grâce notamment à un doublé de Casimir Ninga qui se révèle lors du mois de novembre et un Ryad Boudebouz enfin à son niveau, mais retombent immédiatement dans leur travers le mercredi suivant en s'inclinant au Stade de la Mosson sur le score de deux buts à zéro face au GFC Ajaccio avant de se ressaisir au Stade Vélodrome en tenant en échec l'Olympique de Marseille deux buts partout grâce à un nouveau doublé de Casimir Ninga puis de s'imposer à domicile contre l'EA Guingamp sur le score de deux buts à un. Les héraultais terminent la phase aller du championnat à la 13e place en s'inclinant lors de la 19e journée contre l'OGC Nice sur le score d'un but à zéro.

#### L'effet Hantz - Journées 20 à 28
Les pailladins sous la houlette de leurs nouveaux entraîneurs, Pascal Baills et Bruno Martini, démarrent cette nouvelle année par une défaite à domicile face aux Girondins de Bordeaux sur le score de un but à zéro avant de s'incliner sur le même score lors d'un match pauvre techniquement sur la pelouse du SC Bastia, puis d'être puni à domicile par le SM Caen sur le score de deux buts à un, plongeant le club dans la zone rouge du championnat. L'arrivée de Frédéric Hantz donne l'effet d'un électrochoc lors de la journée suivante, où les pailladins font preuve d'énormément de réalisme sur la pelouse du GFC Ajaccio en s'imposant quatre buts à zéro. Mais l’embellie est de courte durée, les pailladins s'inclinant par la suite à domicile un but à zéro face à l'Olympique de Marseille puis en ne ramenant qu'un petit point de chez le FC Lorient, un but partout, alors que les Bretons se sont retrouvés réduits à dix dès la 37e minute. Le match de la 26e journée est un match couperet pour les hommes de Frédéric Hantz face au Toulouse FC, un candidat direct au maintien. Ces deniers répondent présent en s'imposant deux buts à zéro et en sortant de la zone rouge du classement, avant d'aller s'imposer chez la surprise de la première moitié de saison, l'Angers SCO, sur le score de trois buts à deux avec un intenable Souleymane Camara qui du haut de ces 33 ans retrouve une jeunesse sous les ordres de Frédéric Hantz. Les pailladins concluent le mois de février par une nouvelle victoire importante en écrasant trois buts à zéro le Lille OSC dans un stade de la Mosson qui retrouve des couleurs.

#### La dernière ligne droite - Journées 29 à 38
Alors que l'on entame la dernière ligne droite avant la fin de la saison, les montpelliérains se déplacent chez le Paris Saint-Germain, leader incontesté du championnat, et vont réaliser l'exploit de tenir en échec les stars parisiennes sur le score de zéro à zéro grâce à un grand Laurent Pionnier. Malheureusement, les hommes de Frédéric Hantz ne confirment pas, bien que dominateur d'une équipe de l'OGC Nice qui veut aller chercher le podium, les héraultais cèdent à deux reprises face à leur adversaire du jour avant de sombrer face à l'AS Saint-Etienne sur le score de trois buts à zéro. Alors qu'ils affrontent un concurrent direct pour le maintien, les pailladins vont bien résister face à l'EA Guingamp grâce au retour de Morgan Sanson qui inscrit deux buts permettant de ramener un point précieux de Bretagne, mais vont sombrer à domicile lors de la journée suivante en s'inclinant deux buts à zéro contre l'Olympique lyonnais. Lors de la 34e journée, les hommes de Frédéric Hantz réalisent une très bonne opération en s'imposant deux buts à zéro contre le FC Nantes alors que tous leurs adversaires directs ont réalisé de mauvaises performances et se retrouvent avec une avance non négligeable de six points sur le premier relégable alors qu'il ne reste que douze points à distribuer. Les pailladins valident leur maintien dès la journée suivante en s'imposant quatre buts à un contre la lanterne rouge du championnat l'ES Troyes AC, leur permettant ainsi d'aborder les trois derniers matchs de championnat sans aucune pression. Lors du premier de leurs trois derniers matchs, les hommes de Frédéric Hantz enfoncent un peu plus le Stade de Reims qui est à la lutte pour son maintien en s'imposant trois buts à deux sur la pelouse champenoise grâce notamment à trois passes décisives de Ryad Boudebouz. Les pailladins enchaînent ensuite avec une nouvelle victoire à domicile face au Stade rennais sur le score de deux buts à zéro avant de conclure la saison par une défaite chez l'AS Monaco, deux buts à zéro, et de terminer à la douzième place du classement.

### Classement final et statistiques
Le Montpellier HSC termine le championnat à la douzième place avec 14 victoires, 7 matchs nuls et 17 défaites. Une victoire rapportant trois points et un match nul un point, le MHSC totalise 49 points soit quarante-sept points de moins que le club sacré champion, le Paris Saint-Germain. Les Montpelliérains possèdent la septième meilleure attaque du championnat, la dixième défense. Le MHSC est la douzième meilleure équipe à domicile du championnat (27 points), et la onzième à l'extérieur (22 points). Le club termine à la deuxième place du classement du fair-play établi par la Ligue de football professionnel, avec 60 cartons jaunes et 2 cartons rouges.
Le Paris Saint-Germain est qualifié pour la phase de groupes de la Ligue des Champions 2016-2017 ainsi que l'Olympique lyonnais qui occupe la deuxième place. L'AS Monaco, qui finit troisième, participera au troisième tour de la compétition pour tenter d'accéder à la phase de groupes. Le vainqueur de la coupe de France, obtient sa qualification pour la phase de groupes de la Ligue Europa 2016-2017. Les deux dernières places qualificatives pour cette compétition (barrages) reviennent respectivement à l'OGC Nice et au Lille OSC, quatrième et cinquième du championnat, le vainqueur de la coupe de la Ligue étant le Paris Saint-Germain. Les trois clubs relégués en Ligue 2 2016-2017 sont le Stade de Reims après quatre ans au plus haut niveau ainsi que le GFC Ajaccio et l'ES Troyes AC qui redescendent après une seule saison en première division.
| Rang | Équipe                 | Pts | J  | G  | N  | P  | Bp | Bc | Diff |
| ---- | ---------------------- | --- | -- | -- | -- | -- | -- | -- | ---- |
| 9    | Angers SCO             | 50  | 38 | 13 | 11 | 13 | 38 | 35 | +3   |
| 10   | SC Bastia              | 50  | 38 | 14 | 8  | 16 | 36 | 42 | -6   |
| 11   | Girondins de Bordeaux  | 50  | 38 | 12 | 14 | 12 | 50 | 57 | -7   |
| 12   | Montpellier HSC        | 49  | 38 | 14 | 7  | 17 | 49 | 47 | +2   |
| 13   | Olympique de Marseille | 48  | 38 | 10 | 18 | 10 | 48 | 42 | +6   |
| 14   | FC Nantes              | 48  | 38 | 12 | 12 | 13 | 33 | 43 | -10  |
| 15   | FC Lorient             | 46  | 38 | 11 | 13 | 14 | 47 | 58 | -11  |

### Coupe de France
La coupe de France 2015-2016 est la 99e édition de la coupe de France, une compétition à élimination directe mettant aux prises les clubs de football amateurs et professionnels à travers la France métropolitaine et les DOM-TOM. Elle est organisée par la FFF et ses ligues régionales.
Pour le premier tour de la compétition, les pailladins se déplace chez le RC Épernay qui lutte pour son maintien dans le groupe F de CFA 2 et s'imposent par la plus petite des marges sur les terres champenoises un but à zéro grâche à Mustapha Yatabaré. Mais la compétition s'arrête dès le tour suivant face à l'Olympique de Marseille qui s'impose deux buts à zéro avec notamment un but contre son camp montpelliérain.

### Coupe de la Ligue
La Coupe de la Ligue 2015-2016 est la 22e édition de la Coupe de la Ligue, compétition à élimination directe organisée par la Ligue de football professionnel (LFP) depuis 1994, qui rassemble uniquement les clubs professionnels de Ligue 1, Ligue 2 et National. Depuis 2009, la LFP a instauré un nouveau format de coupe plus avantageux pour les équipes qualifiées pour une coupe d'Europe.
Les hommes de Rolland Courbis, auteurs d'un bon match malgré une équipe fortement remaniée, ne parviennent pas à renverser le FC Lorient sur ses terres et s'incline trois buts à deux dans un match riches en rebondissement.

### Matchs officiels de la saison
Le tableau ci-dessous retrace les rencontres officielles jouées par le Montpellier HSC durant la saison. Les buteurs sont accompagnés d'une indication sur la minute de jeu où est marqué le but et, pour certaines réalisations, sur sa nature (penalty ou contre son camp).
| Compétition       | Débute au tour | Place ou tour final | Matches joués | Gagnés | Nuls | Perdus | Buts pour | Buts contre | Différence |
| Ligue 1           | -              | 12e                 | 38            | 14     | 7    | 17     | 49        | 47          | +2         |
| Coupe de France   | 1/32 de finale | 1/16 de finale      | 2             | 1      | 0    | 1      | 1         | 2           | -1         |
| Coupe de la ligue | 1/16 de finale | 1/16 de finale      | 1             | 0      | 0    | 1      | 2         | 3           | -1         |
| Total             | -              | -                   | 41            | 15     | 7    | 19     | 52        | 52          | +0         |

## Joueurs et encadrement technique

### Encadrement technique

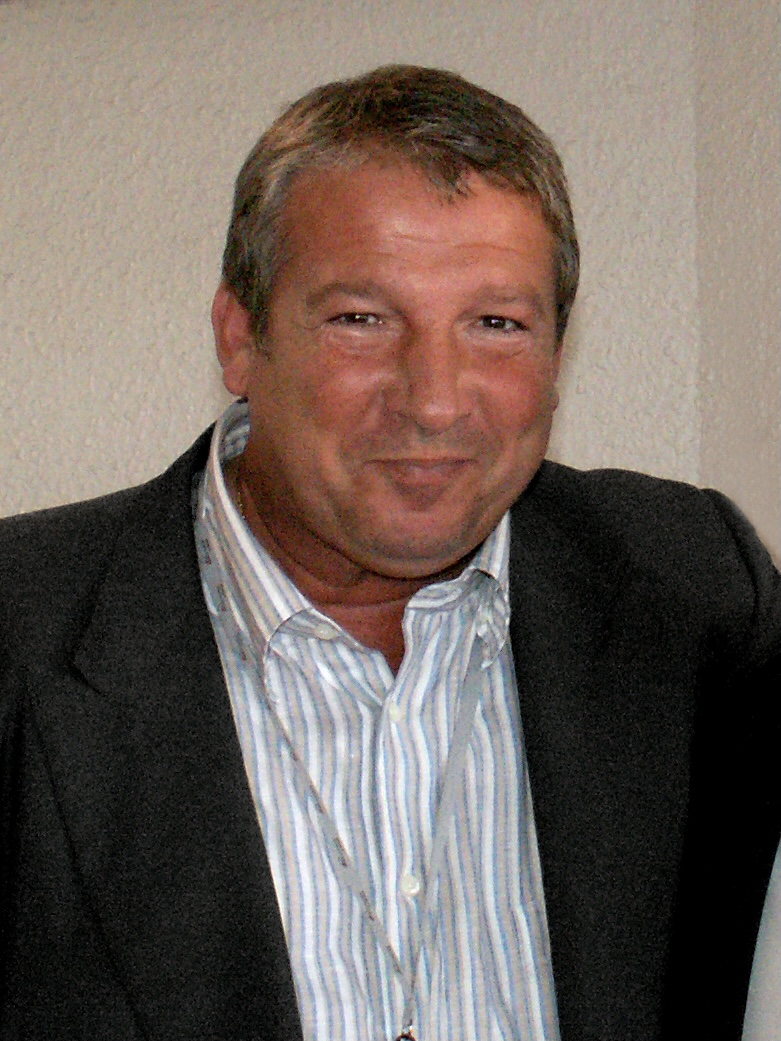
Rolland Courbis, entraîneur du club.

Cet ancien défenseur triple champion de France avec le FC Sochaux et l'AS Monaco fini sa carrière de joueur professionnel au Sporting Toulon Var avant d'en devenir l'entraineur en 1986. Après avoir entrainé de nombreuses équipes françaises, comme les Girondins de Bordeaux, l'Olympique de Marseille ou encore l'AC Ajaccien, il décide de partir pour des destinations plus exotiques dans les années 2000. Après un passage aux Émirats arabes unis puis en Russie, il revient à l'AC Ajaccien avant d'arriver en mission sauvetage auprès du Montpellier HSC au bord de la relégation en National. Après avoir restructuré le club et lui avoir permis de retrouver la Ligue 1 il fait une pause dans sa carrière d'entraineur privilégiant sa carrière comme consultant sur RMC. En 2012 il revient au football en tant que sélectionneur du Niger avant de faire un passage éclair au FC Sion pour finalement rebondir à l'USM Alger où il remporte la coupe nationale. Démis de ses fonctions lors de l'été 2013, il est appelé par Louis Nicollin pour remplacer Jean Fernandez le 9 décembre 2013 alors que le Montpellier HSC est 17e du championnat et réussi son pari en maintenant l'équipe en Ligue 1. Mais après deux ans à la tête de l'équipe héraultaise, il jette l'éponge le 23 décembre 2015 à la suite d'un différend avec les dirigeants du club, laissant la place à son ancien adjoint Pascal Baills et à Bruno Martini.

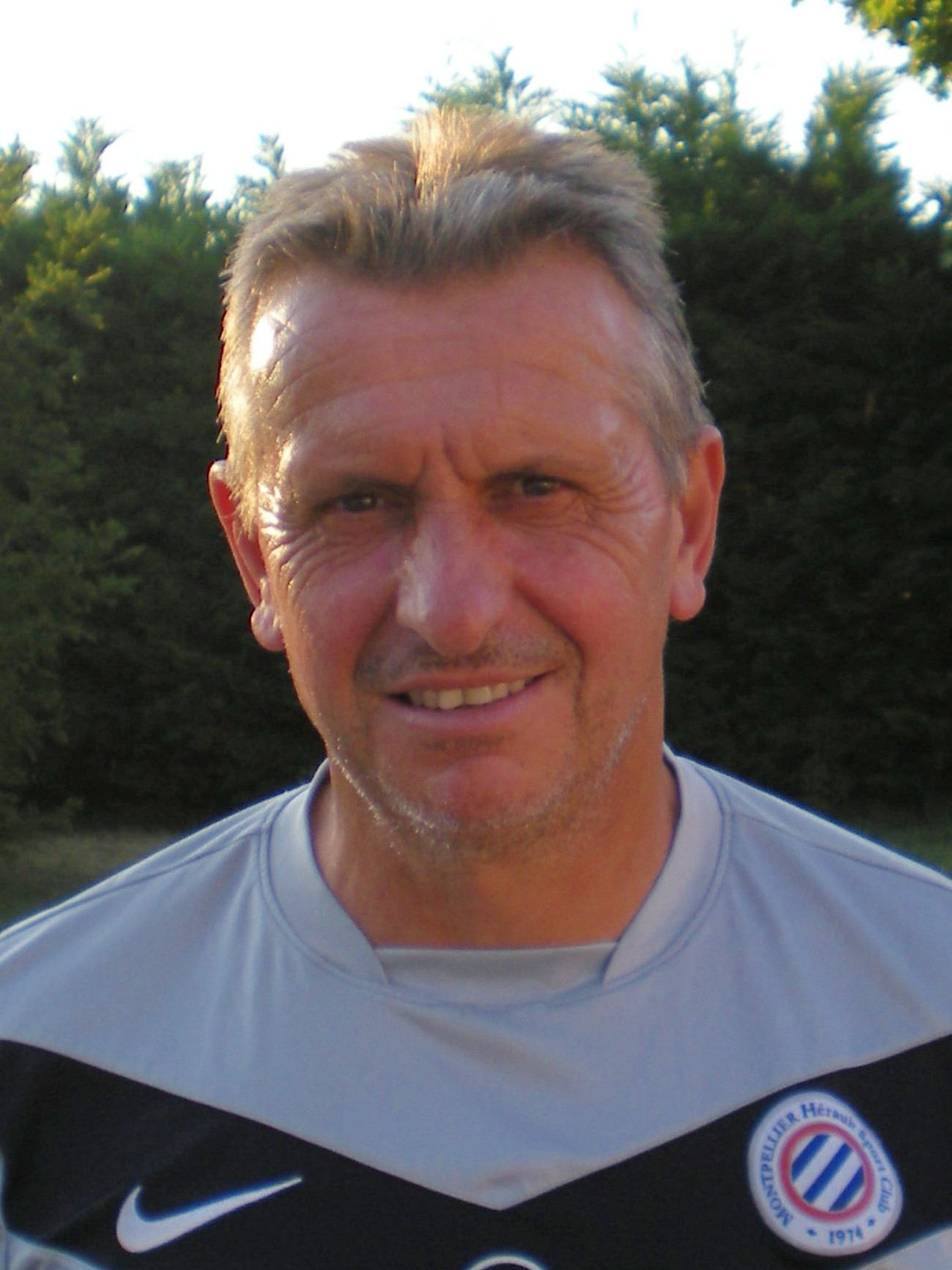
Pascal Baills, un des entraineurs adjoints du club.

Rolland Courbis est assisté lors de cette saison par Pascal Baills, ancien du club en tant que joueur et déjà adjoint de ses prédécesseurs. Pascal Baills est un ancien de la maison, formée au club et joueur pro du MHSC entre 1983 et 1991, puis entre 1995 et 2000, il intègre dès la fin de sa carrière le staff du club en tant qu'entraîneur de la seconde équipe réserve. Il devient alors l'assistant de Michel Mézy en 2001, puis à la suite du licenciement du Gardois, coentraîneur avec Gérard Bernardet et Ghislain Printant avec qui il sauve le club de la relégation. Redevenu adjoint puis entraîneur des benjamins, il attend 2006 pour être à nouveau appelé comme adjoint par Jean-François Domergue. Il est ensuite gardé comme adjoint lors de la passation de pouvoir avec Rolland Courbis en 2008, puis lors de la passation de pouvoir avec René Girard en 2009 et une nouvelle fois lors de la passation de pouvoir avec Jean Fernandez, même si ce dernier amène avec lui un autre adjoint. En décembre, il se retrouve propulsé à la tête de l'équipe en compagnie de Bruno Martini ancien international français qui a évolué au poste de gardien de but notamment au sein du club entre 1995 et 1999 et a été l'entraîneur des gardiens de l'équipe de France de football entre 1999 et 2010.
L'entraîneur des gardiens est Dominique Deplagne, ancien gardien de but du MHSC, entre 1979 et 1985, il intègre le staff montpelliérain en 1995 comme entraîneur des gardiens de la seconde équipe réserve du club et remporte avec eux le championnat de Division d'Honneur Régionale du Languedoc-Roussillon en 1996 puis la coupe de la ligue du Languedoc-Roussillon en 1997. En 1997, il prend en charge l'entraînement des gardiens du centre de formation, poste qu'il occupe jusqu'en février 2004, formant ainsi des gardiens comme Rudy Riou, Rémy Vercoutre, Jody Viviani, Johann Carrasso ou Geoffrey Jourdren avant de devenir entraîneur adjoint chargé des gardiens au sein de l'équipe première.

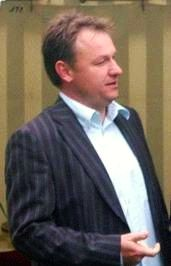
Frédéric Hantz, entraîneur du club.

Le 26 janvier 2016, Frédéric Hantz remplace la paire Pascal Baills-Bruno Martini à la tête de l'équipe. Cet ancien joueur professionnel a surtout fait ses classes en tant qu’entraîneur en permettant au SC Bastia de retrouver la première division en 2012. Sitôt sa carrière de joueur achevée au Rodez AF, il prend les rênes de l'équipe qu'il dirige pendant 3 saisons avant de prendre la direction de l'ESA Brive, qui évolue également en CFA et qu'il amène en quart de finale de la Coupe de France 2004, face au Paris Saint-Germain. Il est engagé en décembre 2004 par l'équipe du Mans UC, alors que l'équipe est en Ligue 2. Après deux saisons réussies dans la Sarthe (remontée en Ligue 1, deux fois demi-finalistes de la coupe de la ligue), il décide de relever un nouveau défi en prenant les rênes du FC Sochaux-Montbéliard, qualifié pour la Coupe UEFA. Le 18 décembre 2008, il est nommé à la tête du Havre AC, mal-en-point en championnat, et remplace Jean-Marc Nobilo. En mai 2010, il devient l'entraîneur du SC Bastia, équipe avec laquelle il remporte plusieurs titres.
Frédéric Hantz n'arrive pas seul, puisque Arnaud Cormier, est recruté dans le même temps comme adjoint, poste qu'il avait déjà occupé au côté de l’entraîneur aveyronnais au Mans UC.

### Effectif professionnel
Dans l'effectif professionnel de la saison 2015-2016, pas moins de dix joueurs sont issus du centre de formation du club. Parmi eux, trois sont particulièrement attachés à ce club puisque nés dans la ville de Montpellier, il s'agit de Jonathan Ligali, le troisième gardien du club, de l'international marocain, Abdelhamid El Kaoutari et de l'international tunisien, Jamel Saihi.

### Statistiques individuelles
| Joueur            | Total |
| Ryad Boudebouz    | 12    |
| Souleymane Camara | 5     |
| Casimir Ninga     | 4     |
| Jérôme Roussillon | 3     |
| Jonas Martin      | 3     |
| Mustapha Yatabaré | 2     |
| Vitorino Hilton   | 1     |
| Mamadou N'Diaye   | 1     |
| Bryan Dabo        | 1     |
| William Rémy      | 1     |
| Kévin Bérigaud    | 1     |

| Joueur            | Total |
| Souleymane Camara | 8     |
| Casimir Ninga     | 7     |
| Mustapha Yatabaré | 5     |
| Bryan Dabo        | 5     |
| Jonas Martin      | 4     |
| Kévin Bérigaud    | 3     |
| Jérôme Roussillon | 3     |
| Morgan Sanson     | 3     |
| Ramy Bensebaini   | 2     |
| Ellyes Skhiri     | 2     |
| Daniel Congré     | 2     |
| Ryad Boudebouz    | 2     |
| Joris Marveaux    | 1     |
| Mamadou N'Diaye   | 1     |
| Vitorino Hilton   | 1     |

## Tactique
| \| Pionnier Rémy Hilton Roussillon Congré Boudebouz Dabo Martin Camara Ninga Yatabaré \| Équipe type de la saison 2015-2016. · D'après les temps de jeu à leur poste. |
| Pionnier Rémy Hilton Roussillon Congré Boudebouz Dabo Martin Camara Ninga Yatabaré                                                                                    |

La formation la plus utilisée par le MHSC cette saison est le 4-2-3-1, pour quatre défenseurs, deux milieux de terrain défensifs ou récupérateurs, trois milieux de terrain à vocation offensive et un attaquant. 

## Aspects juridiques et économiques

### Structure juridique et organigramme
Lors de la saison 2015-2016, le Montpellier Hérault Sport Club est une société anonyme sportive professionnelle (SASP) au capital de 610 000 euros. Cette société est liée par convention à l'association loi de 1901 de l'Association sportive Montpellier Hérault Sport Club qui gère le centre de formation et les équipes amateurs du club. L'association est titulaire du numéro d'affiliation de la Fédération française de football, la SASP possède 100 % du capital.
Le Montpellier HSC est dirigé par un conseil d'administration dont le président est, depuis 1974, Louis Nicollin, ses deux fils, Laurent et Olivier, et l'Association Sportive Montpellier Hérault Sport Club en étant les autres membres.
L'organigramme s'établit comme suit :
| Direction | Administratif | Sportif |
| --- | --- | --- |
| Président : Louis Nicollin Président délégué : Laurent Nicollin Président de l'association : Gilbert Varlot Directeur administratif et financier : Philippe Peybernes Directeur sportif : Bruno Carotti Manager centre de formation : Henri Stambouli | Directeur marketing : Benoît Le Quéré Directeur développement : Fabrice Garcia Directeur communication : Pierre Bourdel Responsables sécurité : Pierre-Marie Grappin et Jacques Soares Responsable de la section féminine : Sydney Biton | Entraîneur :Rolland Courbis Entraîneur adjoint : Pascal Baills Entraîneur des gardiens : Dominique Deplagne Directeur du centre de formation : Bruno Lippini Préparateur physique : Stéphane Paganelli |

### Identité visuelle
Lors de cette saison, le Montpellier HSC revient à son logo traditionnel qui est le sien depuis que Laurent Nicollin a pris en main la gestion du club, et qu'il a remplacé le logo "grand « M »" par le logo actuel, ressemblant à celui du Bayern Munich et de l'Espanyol Barcelone[réf. nécessaire].

### Équipementiers et sponsors
Le Montpellier HSC change régulièrement d’équipementier au cours de son histoire. Le Coq Sportif équipe le club jusqu'en 1981, puis Puma de 1981 à 1987, Duarig de 1987 à 1989 et ensuite Adidas jusqu’en 1995. Le club signe ensuite avec Erima un contrat de trois ans puis retourne chez Adidas en 1999. En 2000, à la suite de la descente en Ligue 2, Montpellier HSC signe un contrat avec Nike à qui il reste fidèle depuis lors. Le club ouvre en 2010, en partenariat avec Nike, son « MHSC Store » dans le centre commercial « Odysseum ».

## Affluence et télévision

### Affluence
Affluence du MHSC à domicile

### Retransmission télévisée
Lors de la saison 2015-2016 de Ligue 1, comme lors de la saison précédente, la Ligue de football professionnel (LFP) a choisi de prendre exemple sur les championnats étrangers et d'étaler les matchs sur les trois jours du week-end et sur plusieurs tranches horaires. Ainsi la journées de championnat débutera le vendredi soir à 21h, un match sera diffusé samedi à 17h, puis quatre matchs à 19h et un à 21h, enfin un match sera diffusé à 14h le dimanche, puis un à 17h et enfin un à 21h.
De plus, l'apparition de nouveaux investisseurs (beIN Sport du groupe Al Jazeera) est venu bouleverser les habitudes des diffuseurs français. Ainsi le groupe Canal+ qui était le diffuseur majoritaire de la Ligue 1 avant 2012 verse désormais 420 millions d'euros de droits télévisuels à la LFP pour les matchs du dimanche soir qui seront à vingt-deux reprises les plus belles affiches de la journée, les matchs du samedi à 17h et les magazines footballistiques (Jour de foot, Canal Football Club, une nouvelle émission diffusée le vendredi soir et Total Ligue 1 diffusé le lundi). De son côté la chaine qatarie va débourser 150 millions d'euros pour le match du vendredi soir et du samedi qui seront à seize reprises les plus belles affiches de la journée, les matchs du dimanche à 14h et à 17 h, et les quatre matchs restant le samedi à 19h en offre pay per view.
Les droits télévisés seront versés par la LFP au MHSC au terme de la saison. À une part fixe qui revient de droit à chaque club de l'élite, sera ajoutée une partie variable qui est calculée à partir des résultats sportifs et de la notoriété de l'équipe.

## Équipe réserve et équipes de jeunes

### Équipe réserve
L’équipe réserve du Montpellier HSC sert de tremplin vers le groupe professionnel pour les jeunes du centre de formation ainsi que de recours pour les joueurs de retour de blessure ou en manque de temps de jeu. Elle a été reléguée de CFA en fin de saison 2014-2015 provoquant le départ de son entraîneur Fabien Lefèvre, remplacé à ce poste par William Prunier, qui dirige cette équipe pour la première fois.
Pour la saison 2015-2016, elle évolue dans le Championnat de France Amateur 2, soit le cinquième niveau de la hiérarchie du football en France. Après une quinzième place obtenue l'année précédente dans le groupe C de CFA, l'équipe réserve du MHSC va essayer de remonter le plus rapidement possible au niveau supérieur. 
| Rang | Équipe               | Pts | J  | G  | N | P  | Bp | Bc | Diff |
| ---- | -------------------- | --- | -- | -- | - | -- | -- | -- | ---- |
| 1    | ES Paulhan-Pézenas   | 69  | 25 | 12 | 8 | 5  | 47 | 31 | +16  |
| 2    | Montpellier HSC rés. | 66  | 25 | 11 | 8 | 6  | 41 | 24 | +17  |
| 3    | FC Marmande          | 61  | 25 | 10 | 6 | 9  | 37 | 30 | +7   |
| 4    | Les Genêts d'Anglet  | 61  | 25 | 11 | 3 | 11 | 30 | 31 | -1   |
| 5    | Toulouse FC rés.     | 61  | 25 | 10 | 6 | 9  | 36 | 37 | -1   |

- Promu en CFA.

Le tableau suivant liste les matchs de l'équipe réserve du Montpellier HSC.

### Équipe de jeunes
Le Montpellier HSC aligne plusieurs équipes de jeunes dans les championnats départementaux et régionaux. Parmi ces équipes de jeunes, l'équipe des mois de 19 ans participe à deux compétitions majeures, le championnat national des moins de 19 ans et la Coupe Gambardella 2015-2016. L'équipe des mois de 17 ans évolue également en championnat national.
| Rang | Équipe                 | Pts | J  | G  | N | P  | Bp | Bc | Diff |
| ---- | ---------------------- | --- | -- | -- | - | -- | -- | -- | ---- |
| 1    | AS Saint-Etienne       | 84  | 26 | 18 | 4 | 4  | 57 | 24 | +33  |
| 2    | AS Monaco              | 83  | 26 | 17 | 6 | 3  | 64 | 26 | +38  |
| 3    | Olympique de Marseille | 77  | 26 | 15 | 6 | 5  | 44 | 26 | +18  |
| 4    | Montpellier HSC        | 67  | 26 | 12 | 5 | 9  | 40 | 28 | +12  |
| 5    | Toulouse FC            | 66  | 26 | 12 | 4 | 10 | 54 | 37 | +17  |
| 6    | Nîmes Olympique        | 65  | 26 | 11 | 6 | 9  | 46 | 43 | +3   |
| 7    | OGC Nice               | 65  | 26 | 12 | 3 | 11 | 48 | 49 | -1   |

| Rang | Équipe                 | Pts | J  | G  | N | P | Bp | Bc | Diff |
| ---- | ---------------------- | --- | -- | -- | - | - | -- | -- | ---- |
| 1    | Montpellier HSC        | 90  | 26 | 20 | 4 | 2 | 89 | 21 | +68  |
| 2    | OGC Nice               | 87  | 26 | 20 | 1 | 5 | 82 | 37 | +45  |
| 3    | Olympique de Marseille | 77  | 26 | 16 | 3 | 7 | 82 | 43 | +39  |
| 4    | Toulouse FC            | 76  | 26 | 15 | 5 | 6 | 55 | 36 | +19  |